# Сиудад Виктория
Вижте пояснителната страница за други значения на Виктория.
Сиудад Виктория (на испански: Ciudad Victoria) е столицата на североизточния щат Тамаулипас в Мексико. Сиудад Виктория е с население от 278 455 жители (2005). Градът е основан на 6 октомври 1750 г.